# Northville (Comtat de Fulton)
Northville és una població del Comtat de Fulton (Nova York) als Estats Units d'Amèrica. Segons el cens dels Estats Units del 2000 tenia 1.139 habitants.

## Demografia
Segons el cens del 2000 Northville tenia 1.139 habitants, 495 habitatges, i 316 famílies. La densitat de població era de 414,9 habitants per km².
Dels 495 habitatges en un 27,3% hi vivien nens de menys de 18 anys, en un 47,5% hi vivien parelles casades, en un 11,3% dones solteres, i en un 36% no eren unitats familiars. En el 31,3% dels habitatges hi vivien persones soles el 18,4% de les quals corresponia a persones de 65 anys o més que vivien soles. El nombre mitjà de persones vivint en cada habitatge era de 2,3 i el nombre mitjà de persones que vivien en cada família era de 2,86.
Per edats la població es repartia de la següent manera: un 23,5% tenia menys de 18 anys, un 8,2% entre 18 i 24, un 23,4% entre 25 i 44, un 25,5% de 45 a 60 i un 19,5% 65 anys o més.
L'edat mediana era de 40 anys. Per cada 100 dones de 18 o més anys hi havia 86,1 homes.
La renda mediana per habitatge era de 37.566 $ i la renda mediana per família de 44.792 $. Els homes tenien una renda mediana de 30.391 $ mentre que les dones 21.771 $. La renda per capita de la població era de 17.808 $. Entorn del 10,1% de les famílies i el 13,4% de la població estaven per davall del llindar de pobresa.